# Nowickia atripalpis
Nowickia atripalpis är en tvåvingeart som först beskrevs av Robineau-desvoidy 1863.  Nowickia atripalpis ingår i släktet Nowickia och familjen parasitflugor. Inga underarter finns listade i Catalogue of Life.